# Los Inhumanos
Los Inhumanos es un grupo musical español originario de Valencia. Se fundó en 1980 por doce amigos mientras estaban en la playa de El Saler (Valencia), bajo el liderazgo de Alfonso Aguado, quien paralelamente era el vocalista de Última Emoción (donde estaba también Julio "Nexus" de Megabeat). 
Hasta 2001 el grupo lo lidera Alfonso Aguado Giménez, de 2001 en adelante lo lidera Sergio Aguado Giménez. Los demás componentes han ido variando, de 2019 a 2023 regresa Alfonso Aguado Giménez y otros cantantes de los originales con motivo de los 40 años de la banda.
En 1983 grabaron su primer disco, Verano inhumano, un EP con cuatro canciones que tuvo un considerable éxito en Valencia. Ese año cambian su atuendo inicial hawaiano por las famosas túnicas de monje con las que luego se harán famosos a nivel nacional.
En 1985 graban su primer LP, Los Inhumanos, con la multinacional CBS, y empiezan a tener renombre en toda España con temas como Manué, Pilar o Las chicas no tienen pilila. Al mismo tiempo, van ampliado su número de componentes hasta llegar a las 30 personas en el escenario.
En 1988 graban su disco 30 hombres solos con Zafiro, que vende más de 200.000 copias y es doble disco de platino [cita requerida]. Algunos de sus temas llegan a número uno en todas las listas de éxitos, como Qué difícil es hacer el amor en un Simca 1000, Me duele la cara de ser tan guapo o Duba Duba. [cita requerida]
Posteriormente siguen editando discos y haciendo giras todos los años hasta que en 2001 Alfonso Aguado decide abandonar el grupo para formar con Toño Sanchís (exmanager de Belén Esteban) "La Banda del Capitán Canalla". El liderazgo del grupo lo retoma el hermano de Alfonso, Sergio Aguado (excomponente y creador de Orfeón Brutal), para continuar de modo ininterrumpido la carrera artística del grupo hasta la actualidad. 
En el año 2019 y coincidiendo con el 40 aniversario del grupo, Alfonso Aguado regresa a Los Inhumanos y con ellos graba su nuevo disco, publicado a finales de ese mismo año: Qué difícil es hacer el amor cuando te haces mayor.

## Discografía
- Verano Inhumano (1983).
- Los Inhumanos (1985).
- Las chicas no tienen pilila (1986).
- 30 hombres solos (1988).
- No problem (1990).
- El mágico poder curativo de la música de los Inhumanos (1991).
- Directum Tremens (álbum doble en directo) (1992).
- 9 Canciones con mensaje y una con recao (1993).
- Si al amanecer no he vuelto... venir a recogerme (1994).
- Música festiva para gente sin complejos (1995).
- Música adhesiva (1996).
- Apaga y vámonos (1998).
- El Retorno del Jeti (1999).
- Cara Dura (recopilatorio) (2001).
- Baila mulata (2002).
- Quiero ser famosillo (sencillo no publicado) (2003).
- 25 años haciendo el imbécil (2004).
- Quiero volver con mi mamá (2006).
- Los hombres que amaban a todas las mujeres (disco+libro+DVD en 3D recopilatorio) (2010).
- Iba a tomar una caña y me lie (álbum doble en directo) (2012).
- 35 años de fiesta, con la túnica puesta (2014).
- Qué difícil es hacer el amor cuando te haces mayor (2019).

## Los Inhumanos - el juego de ordenador
En 1990 la compañía de videojuegos Delta Software publicaron un videojuego llamado "Los Inhumanos" para Amstrad CPC, Sinclair ZX Spectrum, MSX, Amstrad PCW y MS-DOS que homenajeaba al grupo, y cuya portada era una adaptación de la portada del disco No problem. 